# Anier García
Anier García (ur. 9 marca 1976 w Santiago) – kubański lekkoatleta płotkarz. Trzykrotny olimpijczyk (1996, 2000, 2004).
Mistrz olimpijski w biegu na 110 m przez płotki z Sydney (2000) i brązowy medalista IO z Aten (2004). Dwukrotny wicemistrz świata (Sewilla 1999, Edmonton 2001). Mistrz (1997) i dwukrotny wicemistrz świata w hali (2001, 2003) w biegu na 60 m przez płotki. W dorobku ma również złoty medal Igrzysk Panamerykańskich (Winnipeg 1999) na 110 metrów przez płotki, oraz dwa wartościowe wyniki w sztafecie 4 x 100 metrów: 4. miejsce podczas Mistrzostw Świata (Ateny 1997) oraz srebrny medal Uniwersjady (Sycylia 1997).

## Rekordy życiowe
- bieg na 110 metrów przez płotki – 13,00 (2000)
- bieg na 50 metrów przez płotki (hala) – 6,36 (2000) rekord Kuby
- bieg na 60 metrów przez płotki (hala) – 7,37 (2000) 7. wynik w historii[1]